# La Guingueta d’Àneu
La Guingueta d’Àneu település Spanyolországban, Lleida tartományban. La Guingueta d’Àneu Alt Àneu, Lladorre, Vall de Cardós, Llavorsí, Rialp, Espot és Esterri d'Àneu községekkel határos. Lakosainak száma 285 fő (2024).

## Népesség
A település népessége az utóbbi években az alábbiak szerint változott:
| Lakosok száma | 1113 | 1105 | 1063 | 809  | 260  | 347  | 372  | 317  | 297  | 285  |
|               | 1717 | 1887 | 1936 | 1960 | 1986 | 2004 | 2009 | 2014 | 2019 | 2024 |